# Charaxes coryndoni
Charaxes coryndoni är en fjärilsart som beskrevs av Rothschild 1900. Charaxes coryndoni ingår i släktet Charaxes och familjen praktfjärilar. Inga underarter finns listade i Catalogue of Life.